# Fraxinus ornus
Fraxinus ornus L., 1753 è una pianta della famiglia delle Oleacee (conosciuto come orniello od orno e chiamato volgarmente anche frassino da manna o albero della manna nelle zone di produzione della manna), è un albero che può superare i 10 metri di altezza, ma viene spesso rigovernato a cespuglio.

## Descrizione

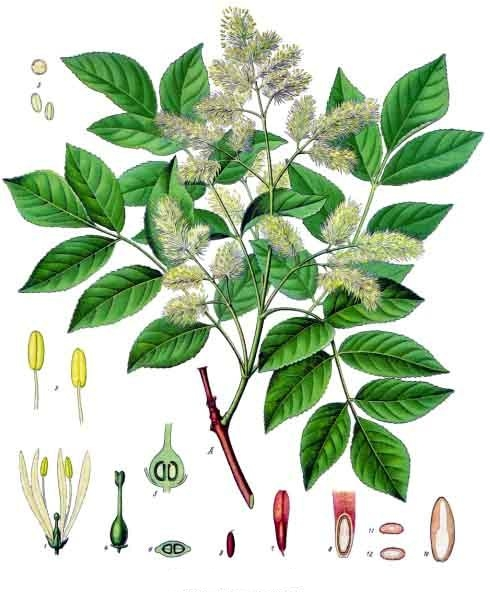

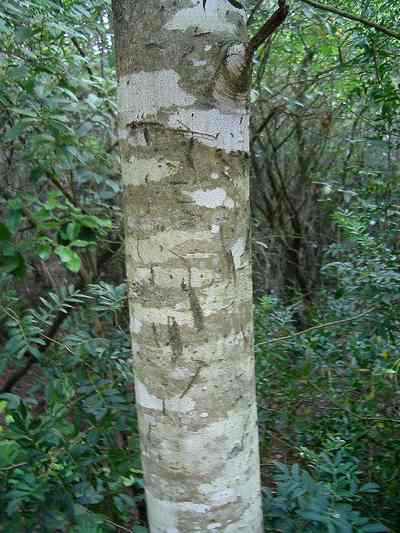
La corteccia.

Ha tronco eretto, leggermente tortuoso, con rami opposti ascendenti con corteccia liscia grigiastra, opaca, gemme rossicce tomentose; la chioma ampia, di forma tondeggiante, è formata da foglie caduche opposte, imparipennate, con 5-9 segmenti (più spesso 7), di cui i laterali misurano 5–10 cm, si presentano ellittici o lanceolati, brevemente picciolati e larghi un terzo della loro lunghezza. Il segmento centrale, invece, si presenta largo circa la metà della sua lunghezza ed è obovato; la faccia superiore è di un bel colore verde, mentre quella inferiore è più chiara e pelosa lungo le nervature.
Può essere allevato su un tronco unico, ma in natura ha portamento arbustivo-cespuglioso, vista la grande attitudine ad emettere polloni. Ha una longevità che non supera gli 80-100 anni di vita. Il suo apparato radicale è robusto e profondo, con un fittone centrale e numerose radici secondarie laterali. Ha gemme, molto grosse, opposte sui rami, di color grigio-cenere e protette da robuste squame sub-rotonde di colore nero.
Le infiorescenze sono a forma di pannocchie, generalmente apicali e ascellari; i fiori generalmente ermafroditi e profumati, con un breve pedicello, possiedono un calice campanulato con quattro lacinie lanceolate e diseguali di colore verde-giallognolo; la corolla ha petali bianchi leggermente sfumati di rosa, lineari, di 5–6 mm di lunghezza.
Il frutto è una samara oblunga, cuneata alla base, ampiamente alata all'apice, lunga 2–3 cm e con un unico seme compresso di circa un centimetro di forma tondeggiante

## Distribuzione e habitat
È diffuso nell'Europa meridionale e nell'Asia minore. Il limite settentrionale della specie è l'arco alpino e la valle del Danubio mentre il limite orientale è la Siria e l'Anatolia.
In Italia è comunissimo in tutta la penisola, dalla fascia prealpina del Carso, fino ai laghi lombardi; penetra nelle valli principali fino al cuore delle Alpi risalendo le pendici montane fin verso i 1000 m di quota al nord e i 1500 m al sud. Nella pianura padana è quasi assente; torna a popolare gli Appennini (specie quelli settentrionali e centrali) fino a oltre 1.000 metri di altezza, in particolare su quelli del versante orientale della penisola. Specie piuttosto termofila e xerofila preferisce le zone di pendio alle vallette ombrose e fresche. In Sicilia si spinge fino ai 1.400 m di altitudine. Nelle regioni occidentali diviene progressivamente rara, fino a formare tipi localizzati, di cui non è sicura però la distinzione. Cresce principalmente in boschi e foreste in associazione a varie latifoglie, come quercia, carpino ecc... ed è formidabile nel ricolonizzare le zone forestali in cui è avvenuto un incendio o un precedente vecchio rimboschimento, mostrando elevata rusticità e messa a seme.

## Coltivazione
L'orniello è una specie interessante per la silvicoltura, in quanto può essere considerata una specie pioniera, resistente a condizioni climatiche difficili, adatta quindi al rimboschimento di terreni aridi e siccitosi.
Viene coltivato in Sicilia e Calabria per la produzione della manna, in Toscana nei vigneti viene frequentemente utilizzata come sostegno ai filari di vite. La manna si può estrarre sia dal tronco che dai rami, ma la prima è più pregiata.
Si moltiplica facilmente con la semina, o per innesto per scudetto, spacco e corona. Dalla piantumazione alle prime raccolte della manna trascorrono dai 3 ai 6 anni, a seconda che si parta da zero, con piante nate da seme o con piante adulte già innestate. Per questo, nella realizzazione di nuovi frassineti, in Sicilia si preferisce usare piante già innestate, in modo da ridurre il tempo della fase improduttiva.

### Avversità
- Cantaride - adulti di Lytta vescicatoria attaccano le foglie divorando solo il lembo e lasciando intatte le nervature.
- Ciono - le larve di Cionus fraxini rodono le gemme e le foglie lasciando intatta solo l'epidermide superiore che ben presto imbrunisce e dissecca; gli adulti attaccano in primavera le giovani gemme.
- Ilesino - gli adulti di Lepersinus fraxini scavano gallerie nella corteccia che appare perforata in più punti screpolandosi; col tempo si forma una fitta rete di piccole gallerie che indeboliscono la parte di pianta attaccata.
- Tentrenide - le larve di Tomostethus melanopygus divorano le foglie lasciando intatte le sole nervature con grave defogliazione della chioma.
- Carie del legno - i funghi Fomes ignarius e F. fomentarius attaccano il legno profondamente con perdita di consistenza e assunzione di un aspetto spugnoso biancastro per la distruzione della lignina; i corpi fruttiferi dei parassiti sono visibili all'esterno dei tronchi attaccati e sono a forma di mensola o zoccolo. Stesso tipo di danno causa la Schizophthora omnivora con corpi fruttiferi a forma di orecchiette grigiastre.
- Marciume delle piantine - il fungo Phytophthora omnivora colpisce le giovani piantine nei semenzai con lesioni necrotiche del colletto.
- Oidio o Mal bianco - i funghi Microsphaera alni e Phyllactinia sufflata attaccano le foglie ed i giovani rametti verdi, provocando chiazze biancastre pulverulenti a consistenza feltrosa, che nel tempo imbruniscono disseccando le parti colpite.

## Usi
- Nella silvicoltura per il rimboschimento di suoli poveri, aridi, calcarei o argillosi.
- Come pianta ornamentale in parchi e giardini di grandi dimensioni, anche su terreni secchi e poco profondi.
- Come pianta officinale e medicinale.
- Per l'estrazione di tannini dalla corteccia.
- Utilizzando le foglie come foraggio per il bestiame, in zone povere di pascoli.
- Per la produzione di legname; il legno di orniello ha il durame bruno chiaro, con anelli scarsamente visibili e provvisti di grossi vasi nella zona primaverile, è elastico e resistente, facilmente lavorabile. Viene utilizzato industrialmente per la produzione di mobilio, per attrezzi vari, per lavori al tornio e come ottimo combustibile.

### Proprietà officinali
- Le foglie secche e triturate e i frutti posti in infuso in acqua bollente forniscono il tè di frassino.
- Le foglie fermentate con acqua e saccarosio servono per preparare bevande alcoliche.

### Proprietà medicinali
- Il decotto di manna, sostanza solida bianca-giallastra ricavata dal succo zuccherino che sgorga dalle lesioni della corteccia e che si rapprende rapidamente a contatto dell'aria, raccolta in estate, è un blando purgante, ha anche proprietà bechiche e anticatarrali; può essere usato come collirio nelle congestioni oculari; pezzetti di manna sciolti in bocca lentamente hanno proprietà espettoranti.
- L'infuso delle foglie raccolte a fine primavera inizio estate ed essiccate al sole, viene utilizzato come emolliente.